# Hoàng tử ếch
Hoàng Tử Ếch (phồn thể: 王子變青蛙; giản thể: 王子变青蛙; bính âm: Wángzǐ biàn qīngwā; tiếng Anh: The Prince Who Turns into a Frog) là một bộ phim truyền hình Đài Loan phát sóng năm 2005, có sự góp mặt của các diễn viên: Minh Đạo, Vương Thiệu Vỹ của nhóm nhạc 183 Club và Trần Kiều Ân, Triệu Hồng Kiều của nhóm nhạc 7 Flowers thuộc công ty quản lý Jungiery. Bộ phim do Sanlih E-Television sản xuất, với Trần Minh Trương và Lưu Tuấn Kiệt làm đạo diễn.
Bộ phim lần đầu tiên được phát sóng ở Đài Loan trên đài TTV từ ngày 5 tháng 6 năm 2005 đến ngày 16 tháng 10 năm 2005 lúc 21:30 Chủ nhật hàng tuần; và trên đài truyền hình cáp Sanlih E-Television từ ngày 11 tháng 6 năm 2005 đến ngày 22 tháng 10 năm 2005 vào lúc 21:00 Thứ bảy hàng tuần.
Tập 7, phát sóng vào ngày 17 tháng 7 năm 2005, đã vượt qua mốc rating trung bình của các tập trước là 7.05 để đạt đến mức cao nhất là 8.05, phá kỷ lục rating mức 6.43 của Vườn sao băng lập nên trước đó. Tập này cũng đã trở thành tập phim truyền hình xứ Đài có tỷ lệ rating cao nhất cho đến năm 2008, khi tập 11 của phim Đêm định mệnh được phát sóng với mức rating khủng đạt đến 8.13.
Phim được lồng tiếng Việt và phát hành đĩa DVD bởi Fafilm Việt Nam.

## Tóm tắt
Đơn Quân Hạo (Minh Đạo) - con trai Chủ tịch Tập đoàn Senwell - hiện là Tổng giám đốc lạnh lùng của chuỗi khách sạn lớn nhất châu Á. Anh bất ngờ gặp Diệp Thiên Du (Trần Kiều Ân) - một cô gái hám tiền và có mơ ước là được lấy chồng giàu - và giữa họ xảy ra xích mích. Trong một lần gặp tai nạn giao thông, Quân Hạo mất đi trí nhớ. Anh gặp và được gia đình Thiên Du cưu mang. Từ đó, anh trở thành một con người hoàn toàn khác: luôn tốt bụng và quan tâm đến mọi người, bắt đầu câu chuyện cổ tích giữa hoàng tử và cô bé Lọ Lem. Nhưng rất tiếc, sau khi phục hồi trí nhớ, anh đã quên mất Thiên Du và chuẩn bị kết hôn với Phạm Vân Hy (Triệu Hồng Kiều) - con gái nuôi của cha mẹ Quân Hạo. Lúc này, người ở bên cạnh Thiên Du và lo lắng cho cô lại là Từ Tử Khiên (Vương Thiệu Vỹ) - trưởng phòng đối ngoại của Senwell, đồng thời cũng là bạn thuở nhỏ của Quân Hạo.

## Giới thiệu nhân vật
| Nhân vật          | Diễn viên       | Tính cách |
| ----------------- | --------------- | --- |
| Đơn Quân Hạo      | Minh Đạo        | 28 tuổi, Tổng giám đốc Tập đoàn khách sạn Senwell. Anh là người coi trọng công việc, chỉ cần có thành công thì sẽ không từ mọi phương pháp dù là tàn nhẫn đi nữa. Trái ngược với bề ngoài và cách ứng xử lạnh lùng, sâu thẳm trong tâm anh là một trái tim ấm áp. Con người bên trong của anh chỉ được bộc lộ ra ngoài sau một vụ tai nạn xe hơi khiến anh trở thành Đồng Hao. |
| Đồng Hao          | Minh Đạo        | 28 tuổi, là một phần rất khác của con người Quân Hạo. Tình cờ đến nhà Thiên Du sau một tai nạn khiến anh mất đi trí nhớ. Gia đình Diệp Thiên Du đã mang đến cho anh một thân phận hoàn toàn mới là người họ hàng xa Đồng Hao. Trái ngược với con người trước đây của mình, anh dịu dàng và luôn cố gắng làm hài lòng người khác. Không còn ký ức về vị hôn thê Phạm Vân Hy hay một Diệp Thiên Du đáng ghét, anh rơi vào tình yêu với Thiên Du lúc nào không hay. |
| Diệp Thiên Du     | Trần Kiều Ân    | 23 tuổi, là người luôn đặt tiền bạc lên hàng đầu, khiến cho người khác coi cô là kẻ lừa đảo đê tiện; vì bản thân có thể làm mọi việc để kiếm tiền kể cả nói dối, nhưng bản chất Thiên Du là cô gái tốt bụng, luôn quan tâm tới người khác. Cô luôn mơ sẽ lấy được một anh chàng giàu có cho tới khi Đồng Hao xuất hiện. Cho rằng Đồng Hao là kẻ không xu dính túi, cô cố gắng không phải lòng anh, nhưng cuối cùng lại không thể cưỡng lại sức hút từ Đồng Hao. |
| Tù Tử Khiên       | Vương Thiệu Vỹ  | 29 tuổi, là trưởng phòng đối ngoại của tập đoàn Senwell. Trái ngược với Quân Hạo, anh là con người ấm áp và biết quan tâm đến mọi người. Trái tim anh luôn lặng lẽ hướng về Vân Hy, nhưng trái tim cô lại chỉ hướng về Quân Hạo. Anh được nhà họ Đơn nhận nuôi sau một vụ nổ khí ga nghiêm trọng khiến ba anh qua đời và mẹ anh rơi vào tình trạng hôn mê. Đã từng dành rất nhiều thời gian tìm hiểu về vụ tai nạn nhưng không có kết quả cho đến một ngày, Trương Minh Hàn tiết lộ cho anh biết sự thật khủng khiếp phía sau. Điều đó gần như đã đẩy mối quan hệ giữa anh và nhà họ Đơn đến bờ vực thẳm. |
| Phạm Vân Hy       | Triệu Hồng Kiều | 23 tuổi, được nhà họ Đơn nhận nuôi sau khi bị ba mẹ bỏ rơi. Dù Tử Khiên luôn bên cạnh chăm sóc nhưng cô lại dành hết tình cảm cho Quân Hạo vì nghĩ rằng anh là người đầu tiên đến bên cô khi ba mẹ bỏ rơi mình. Ám ảnh về quá khứ bị bỏ rơi, nên dù thông minh, xinh đẹp, cô vẫn luôn cảm thấy bất an và cố gắng lấy lòng Quân Hạo. Trở thành cô dâu hoàn hảo của Quân Hạo là giấc mơ ấp ủ từ thời ấu thơ của cô. |
| Trương Minh Hàn   | Gino            | 27 tuổi, là trợ lý tổng giám đốc tập đoàn Senwell. Tài năng, thao lược, anh luôn cho rằng mình mới là người xứng đáng nắm giữ Senwell. Coi Quân Hạo như kẻ thù, một kẻ bất tài của Senwell, anh luôn tìm mọi cách để loại bỏ Quân Hạo và giành lấy chiếc ghế ấy. Chính anh là người đã lợi dụng bí mật vụ nổ khí ga năm xưa làm đòn giáng xuống Senwell. Nhưng cuối cùng, chính anh đã quay đầu nhờ Quân Hạo giúp đỡ để thức tỉnh Tử Khiên. |
| Lý Đại Vỹ (David) | Huỳnh Ngọc Vinh | 26 tuổi, là trợ lý trung thành và đắc lực của Quân Hạo. Khác với tính cách lạnh lùng của vị Tổng giám đốc, anh là một người ôn hoà và thỉnh thoảng không thích cách giải quyết vấn đề của Quân Hạo. Tuy nhiên, anh luôn ở bên và giúp đỡ cho Quân Hạo trong công việc, cũng như trong cuộc sống. |
| Diệp Chính Triết  | Anthony         | 21 tuổi, em cùng cha khác mẹ với Thiên Du. Hỉnh thoảng, Chính Triết khá thông minh, tuy nhiên cũng có lúc lại vô cùng ngờ nghệch. Cậu chính là người đã nghĩ ra cái tên "Đồng Hao" để đặt cho Quân Hạo khi anh bị mất trí nhớ. |
| Chí Lăng          | Lâm Khả Duy     | 18 tuổi, cô gái xuất hiện trong trí tưởng tượng của 3 mẹ con nhà Diệp với vai trò là tì nữ của Chính Triết, cô ngồi lên đùi và đút nho cho cậu ấy ăn. |

## Địa điểm quay

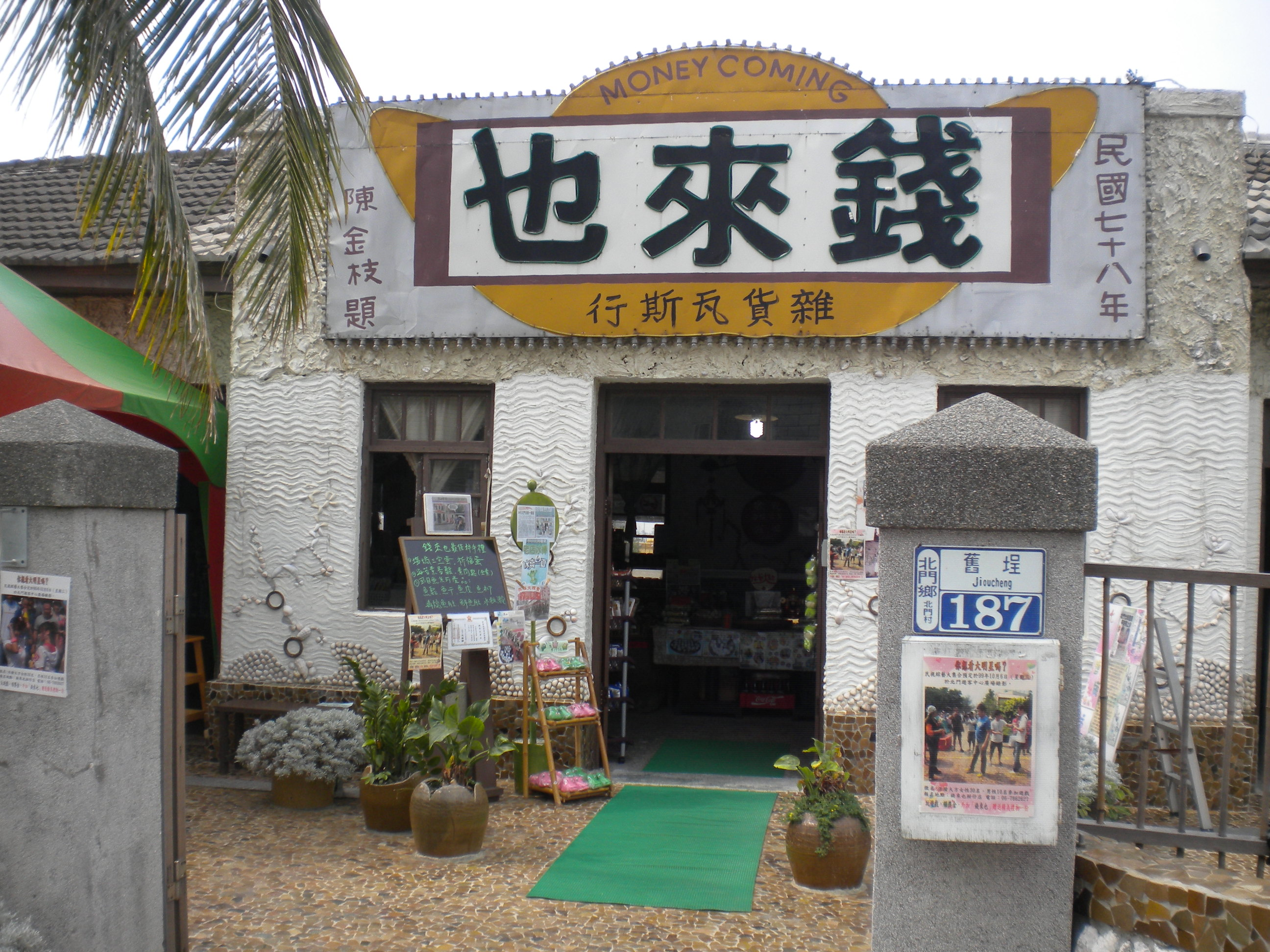
Tiệm tạp hoá Tiền Lai Dã ở khu bờ biển phía Đông Nam Đài Loan

- Tiệm tạp hoá Tiền Lai Dã - Southwest Coast National Scenic Area, Bắc Môn, Đài Nam, Đài Loan
- Tập đoàn khách sạn Senwell - Đài Nam

## Diễn viên

### Diễn viên chính
- Trần Kiều Ân vai Diệp Thiên Du
- Minh Đạo vai Đơn Quân Hạo/Đồng Hao
- Vương Thiệu Vỹ vai Từ Tử Khiên
- Triệu Hồng Kiều vai Phạm Vân Hy
- Gino vai Trương Minh Hàn
- Tô Lập Hân vai Tô Lập Hân
- Vương Quyên vai Trần Kim Chi (mẹ của Thiên Du và Chính Triết)

### Diễn viên phụ
- Vân Trung Nhạc vai Đơn Diệu Vinh (ba của Quân Hạo)
- Lý Đại Linh vai Giang Thái Nguyệt (mẹ của Quân Hạo)
- Huỳnh Ngọc Vinh vai Lý Đại Vỹ/David
- Triệu Thuấn vai Đường Thuận Minh
- Trình Bá Nhân vai Lý Đồng La
- Anthony vai Diệp Chính Triết
- Lã Mạn Nhân vai Ngô Nguyệt Kiều/ Ngô Phụng Kiều (dì Phụng Kiều)
- Khâu Long Kiệt vai Đồng Hoa Thuận
- Na Duy Huân vai Đại sư phụ
- Nhan Hành Thư vai Tạ Toàn
- Chúc Phàm Cương vai Michael
- Hồ Khang Tinh vai A Thắng
- Renzo Liu vai Đinh Nguyên Huân
- Tuỳ Đường vai Đái An Phân
- Chung Hân Lăng vai Ada
- Tôn Hưng vai Viên tổng
- Lâm Khả Duy vai Chí Lăng
- Tương Bác Đào vai Đơn Quân Hạo (lúc nhỏ)

## Nhạc phim
Nhạc phim Hoàng Tử Ếch (王子變青蛙 電視原聲帶) do hãng Sony Music Entertainment (Đài Loan) sản xuất, được phát hành ngày 13 tháng 1 năm 2006 với sự trình bày của 183 Club, 7 Flowers và VJ. Album bao gồm 11 ca khúc, trong đó có bốn bản là phần hoà âm của các ca khúc chính. Ca khúc mở đầu "迷魂計" (Enticing Trick) và ca khúc cuối phim "真愛" (Pure Love) đều do nhóm 183 Club trình bày.

### Danh sách các ca khúc
| STT | Nhan đề                                         | Ca sĩ                 | Thời lượng |
| --- | ----------------------------------------------- | --------------------- | ---------- |
| 1.  | "Enticing Trick" (迷魂計)                       | 183 Club              |            |
| 2.  | "Wonderful Day (bản hoà âm)"                    |                       |            |
| 3.  | "Magical Smile" (魔法 Smile)                    | 183 Club              |            |
| 4.  | "Bye! Boy"                                      | 7 Flowers             |            |
| 5.  | "Latina (bản hoà âm)"                           |                       |            |
| 6.  | "Not Brave Enough" (不夠勇敢)                   | VJ                    |            |
| 7.  | "Memory Puzzle (bản hoà âm)" (失去記憶最初的愛) |                       |            |
| 8.  | "All I Want" (我只想要)                         | 7 Flowers             |            |
| 9.  | "Wake Up (bản hoà âm)" (醒醒)                   |                       |            |
| 10. | "Call my Name" (閉上眼默唸3遍)                  | 183 Club và 7 Flowers |            |
| 11. | "Pure Love" (真愛)                              | 183 Club              |            |

## Phát sóng
- Hồng Kông - TVB Jade từ ngày 12 tháng 2 năm 2006 đến ngày 25 tháng 6 năm 2006 Chủ nhật hàng tuần
- Nhật Bản - DATV từ ngày 2 tháng 3 năm 2010 Thứ ba hàng tuần từ 21:00 đến 23:00
- Việt Nam - HTV7 từ ngày 18 tháng 12 năm 2005 lúc 17:00 và được TVM Corporation được mua bản quyền phát sóng trên kênh HTV3 từ ngày 12 tháng 5 năm 2014 lúc 20:00 từ thứ 2 đến thứ 5 hàng tuần.[6]

## Làm lại
-  Indonesia

Bộ phim đã được mua bản quyền và làm lại dưới tên gọi Impian Cinderella
- Thailand

Sau Indonesia thì Thailand đã mua bản quyền và làm lại bộ phim với sự tham gia của 2 diễn viên Yuke Songpaisan & Wannarot Sonthichai. Phim phát sóng trên đài One 31 lúc 23h30 từ ngày 4/1/2021 (từ thứ 2 đến thứ 5).